# Voetbalbond van de Amerikaanse Maagdeneilanden
De U.S. Virgin Islands Soccer Federation of Voetbalbond van de Amerikaanse Maagdeneilanden is een voetbalbond van de Amerikaanse Maagdeneilanden. De voetbalbond werd opgericht in 1987 en werd in datzelfde jaar lid van de CONCACAF.  In 1998 werd de bond lid van de FIFA. Het hoofdkwartier van de bond staat in Christiansted, op het eiland Saint Croix.
Het organiseert onder andere de U.S. Virgin Islands Championship (clubcompetitie voor mannen). De voetbalbond is ook verantwoordelijk voor het Voetbalelftal van de Amerikaanse Maagdeneilanden.